# Yásnaya Aguilar
Yásnaya Elena Aguilar Gil (Ayutla Mixe, Oaxaca, 1981) es lingüista, escritora, traductora, activista de derechos lingüísticos e investigadora mexicana. Sus lenguas de trabajo son ayuujk (mixe), español e inglés. Ha realizado proyectos que atienden a las necesidades de los hablantes cuya lengua corre el riesgo de desaparecer.

## Trayectoria
Yásnaya Elena Aguilar Gil cursó la Licenciatura en Lengua y Literaturas Hispánicas en la Facultad de Filosofía y Letras de la Universidad Nacional Autónoma de México (UNAM) y se recibió en 2004 con una tesis sobre la diacronía del orden de constituyentes en español. Más tarde, continuó sus estudios de posgrado en la Maestría en Lingüística Hispánica de la UNAM. Durante su paso por la universidad, descubrió su interés por el estudio del lenguaje y se interesó por el estudio gramatical de su lengua materna, el mixe alto del sur o ayuujk.
Desde 2011 es colaboradora de la revista Este País y autora del blog Ayuujk, en el cual problematiza las políticas lingüísticas que obligan a los hablantes de lenguas originarias a dejar de hablar su lengua madre para evitar ser marginados, y en donde aborda reflexiones sobre literatura y experiencias personales sobre su experiencia como hablante y estudiosa de una lengua originaria en un entorno de políticas culturales homogeneizantes.
Ha participado e impartido coloquios, ponencias, conferencias y talleres en foros nacionales como la Universidad Nacional Autónoma de México así como en foros internacionales. En 2018, fue invitada por el Consejo Indígena de Gobierno a ofrecer una plática en territorio zapatista y en presencia del subcomandante Marcos, hoy conocido como Galeano.
Fue coordinadora de Cultura y Eventos de la Biblioteca de Investigación Juan de Córdova, en la ciudad de Oaxaca. Actualmente es miembro del Colectivo Mixe, un colectivo que busca realizar investigaciones sobre la lengua y cultura mixes, así como difundir las mismas.

### Activismo lingüístico
El trabajo lingüístico de Yásnaya Elena Aguilar ha logrado integrarse a la discusión de grandes analistas en diferentes materias, desde la antropología, la ciencia política, el derecho indígena, la filosofía, entre otras, debido a que, al estudiar la lengua ayuujk (mixe), reflexiona sobre el hecho de que la falta de una  base de datos de estudios lingüísticos en materia de lenguas indígenas, en contraste con la lengua oficial, es resultado de un problema sistemático en la relación estado-pueblos indígenas; sobre todo porque esta relación homogeneizante de parte del estado produjo una serie de injusticias que se implementaron en las actuaciones y discurso de dicho ente hasta la actualidad de forma tal, que se volvieron la herramienta institucional interlocutoria con los pueblos indígenas, viéndolos como comunidades en retraso que tienen por tanto, según el estado, que integrarse al ideal del discurso de progresismo moderno del estado-nación, que para empezar ha visto a la lengua indígena un elemento de retraso, esto para Yásnaya Elena, ha sido factor determinante para la aniquilación de lenguas y de la misma forma, este ha sido un patrón de actuación  a nivel histórico y mundial donde cada vez, los hablantes de lenguas indígenas son menores en un contexto donde los estados se conformaron a partir del sometimiento. 
Se dio cuenta de la relación entre las crisis de sistemas lingüísticos indígenas en peligro, con los factores sociales económicos y políticos del contexto al que forman parte, eso la ha llevado a posicionar sus reflexiones más allá del peritaje lingüístico y ha aportado importantes obras al ámbito intelectual con el fin de posicionar la importancia de preservar las lenguas no solo por su importancia en materia lingüística, sino porque implica también afrontar todas las formas de vejaciones a los derechos de los pueblos en su relación con los agentes de poder que los han pretendido someter.
Ha tenido importantes aportaciones sobre la reflexión de flujos de traducción desde y hacia lenguas minotarias:

"Traducir es un trabajo noble, generoso como pocos. No soy la primera en decirlo y tampoco será la primera que hable de las dificultades, las angustias y las preguntas, muchas veces sin respuesta, a las que se enfrenta un traductor. En el caso de muchas lenguas originarias el proceso se vuelve aún más complejo. Sin la ayuda de diccionarios, traducciones de referencia, gramáticas de consulta y otras herramientas necesarias, la labor se vuelve muy compleja, considerando además que estás lenguas pertenecen a familias lingüísticas ajenas a las lenguas indoeuropeas. El asunto se complica aún más cuando el texto es jurídico como sucede en muchos casos"
Yásnaya Elena

El 26 de febrero de 2019, Yásnaya fue invitada a la sesión ordinaria de la LXIV Legislatura en la Cámara de Diputados en el marco del Año Internacional de las Lenguas Indígenas, para emitir un discurso en mixe, en el que hizo alusión al estado en el que se encuentran las lenguas indígenas de México. Dentro de su mensaje, señaló enfáticamente: “Nuestras lenguas no mueren, las matan. El Estado mexicano las ha borrado. El pensamiento único, la cultura única, el Estado único, con el agua de su nombre, las borra”.

### Activismo medioambiental
Yásnaya Elena Aguilar Gil concientiza acerca de temas medioambientales, especialmente sobre la escasez del agua.  Entre otras cosas, condujo la serie documental "El tema" al lado del actor Gael García Bernal para hablar de la emergencia climática. También fue invitada al programa "Versión Extendida con Tenoch Huerta" para hablar sobre el problema del agua.

### Conflicto limítrofe en Ayutla
En junio de 2017, Yásnaya Elena Aguilar Gil denunció públicamente la agresión que sufrió ella y muchas personas de su comunidad por una emboscada de grupos armados contratados por líderes caciquiles y autoridades de Tamazulapam del Espíritu Santo, después de un despojo de tierras emprendido contra comuneros de Ayutla, donde perdiera la vida uno de sus compañeros comuneros y cuatro mujeres de San Pedro y San Pablo Ayutla fueron secuestradas, mientras que otros más resultaron heridos. De igual manera, recriminó la negligencia del gobierno de Oaxaca al mal emprender acciones que poco ayudaron a dar una solución a un conflicto social que se vive en la comunidad de San Pedro y San Pablo Ayutla y Tamazulapam del Espíritu Santo por recursos naturales. Denunció también la responsabilidad del gobierno del estado de Oaxaca así como del secretario general de Gobierno, Héctor Anuar Mafud Mafud por la omisión institucional luego de que por dichos problemas sociales la comunidad se quedara sin agua potable, ya que los tanques de agua de su comunidad así como sus tuberías fueron destruidas por grupos violentos.
El 31 de marzo de 2020, hubo un incendio forestal en San Pedro y San Pablo Ayutla, lo cual volvió a poner en evidencia la urgente necesidad de agua en la comunidad. Para este momento, el pueblo de Ayutla llevaba más de dos años sin agua (1,044 días) en plena pandemia de COVID-19 en México.
| "Desde hace más de 1060 días, casi tres años, mi comunidad, Ayutla Mixe (Sierra Norte, Oaxaca) carece del acceso al agua potable que provenía de un manantial cuyo nombre propio en nuestra lengua es Jënanyëëj. Esta situación, dentro del marco legal occidental, constituye una violación a un derecho humano fundamental y, en nuestra vida cotidiana, toma sentido cada vez que un niño o una persona de la tercera edad se ven obligados a cargar contenedores de agua para abastecerse de lo mínimo necesario, que nunca es suficiente. Según los estándares internacionales, cada persona necesita entre 50 y 100 litros por día como mínimo y el agua debe ser potable, aceptable, suficiente, accesible y asequible. Esta condición se cumplía hasta hace casi tres años debido a un complejo entramado de gobierno comunitario y trabajo comunal." - Aguilar Gil en junio de 2020. |

Yásnaya Elena Aguilar también ha estado activa denunciando en Twitter con la etiqueta #AguaParaAyutlaYA.

## Obra
Ha publicado numerosos textos, principalmente ensayos sobre derechos lingüísticos, mujeres indígenas, lenguaje y violencia, entre otros.

### Libros individuales
- Un nosotrxs sin Estado + Nota sobre la castellanización forzada y la colonialidad de la lectura. PapelNegrO Ediciones, 2018.
- Un nosotrxs sin Estado. OnA ediciones, 2018.
- ¿Nunca más un México sin nosotros? CIDECI/Unitierra Chiapas, 2018.
- Ää: manifiestos sobre la diversidad lingüística. Ed. Almadía/Bookmate, 2020. ISBN 9786078667987.[19]
- Tres veces tres. En clave Malintzin: Nueve aproximaciones a su figura. UNAM, 2021. ISBN 978-607-30-5111-8.
- La sangre, la lengua y el apellido. Madreselva, 2021. ISBN 9789873861543.
- Nous sans l'État. (Amandine Semat, trad.). Ici-bas, 2022. ISBN 9791090507395. [traducción al francés]

### Libros colectivos
- Gutiérrez Bravo, Rodrigo; Herrera Zendejas, Esther (eds.). Teoría de la oportunidad: estudios de sintaxis y fonología. El Colegio de México, 2008. ISBN 9789681213510. [Ensayo: "La posición de los sujetos escuetos y la estructura informativa en español"]
- Aguilar Gil, Yásnaya Elena; Azahua, Marina; Caballero Prado, Amaranta; Cantú, Elda L.; Cruz Arzabal, Roberto; Emmelhainz, Irmgard; Gerber Bicecci, Verónica; Nepote, Mónica; Osorno, Diego Enrique; Raya, Javier; Rivera Garza, Cristina; Sánchez Prado, Ignacio M.; Saum-Pascual, Alexandra; Solana, Ingrid; Tisselli Vélez, Eugenio; Uribe, Sara. Con/dolerse. Surplus, 2015. ISBN 978-607-8147-26-7. [Ensayo: "Condolerse"]
- Teje Faarlund, Jan; Aguilar Gil, Yásnaya Elena. La lengua zoque. UNAM, 2017. ISBN 978-607-02-9940-7.[20]
- Concheiro, Luciano. Inventar lo posible. Manifiestos mexicanos contemporáneos. Taurus, 2017. ISBN 9786073153416.
- Abenshushan, Vivian; A. Gil, Yásnaya Elena; Gerber Bicecci, Verónica; Glantz, Margo; González, Jimena; Jauregui, Gabriela; Lozano, Brenda; Rea, Daniela; Rivera Garza, Cristina; Segura, Yolanda; Torres, Diana J.; Uribe, Sara. Tsunami. Sexto Piso, 2018. ISBN 9788417517083. [Ensayos: "La sangre, la lengua y el apellido", "Mujeres indígenas y Estados nacionales]
- Arriagada Cuadriello, Mario; Córdova Tapia, Fernando; Coss, Alejandro de; Délano Alonso, Alexandra; A. Gil, Yásnaya Elena; Godínez, Elisa; Hernández Gálvez, Alejandro; Hernández Tinajero, Jorge; Jauregui, Gabriela; Monroy-Gómez-Franco, Luis Ángel; Pedroza, Luicy; Raya, Javier; Vela Barba, Estefanía. El futuro es hoy: ideas radicales para México. Biblioteca Nueva, 2018. ISBN 978-8417408176. [Ensayo: "Nosotros sin México: naciones indígenas y autonomía"]
- Dirik, Dilar; Aguilar, Yásnaya; Halberstam, Jack; Almendra, Vilma; Baschet, Jérôme; Durán, Enric; Fernández-Savater, Amador; Betasamosake Simpson, Leanne. No subir. Formas de vivir más allá del Estado. OnA Ediciones, 2019.
- Airoldi, Rachele; González Laporte, Verónica; Roncagliolo, Santiago; Costamagna, Alejandra; A. Gil, Yásnaya Elena; Volpi, Jorge; Glantz, Margo; Nettel, Guadalupe; Weiss, Yael. Diario de la pandemia. UNAM, 2020. ISBN 9786073037563. [Ensayo: "Aquí"]
- Aguilar Gil, Yásnaya E.; Comensal, Jorge; Díaz Serrano, Ana. La conquista del presente. La Cigarra, 2021. ISBN 9786079891817. [Ensayo: "¿Ni triunfo ni derrota? La cooptación discursiva de la Conquista de México"]
- Cárdenas, Juan; Franco, Daniela; Fusco, Maria; Guzik, Ariel; Kopf, Alicia; Le Guin, Ursula K.; Lem, Stanislaw; Miranda, Cecilia; Montalbetti, Mario; Redes Comunales Mixes; Aguilar Gil, Yásnaya; Steyerl, Hito; Teroba, Olivia; Tisselli, Eugenio. En una orilla brumosa. Cinco rutas para repensar los futuros de las artes visuales y la literatura. Gris Tormenta, 2021. ISBN 9786079913007. [Ensayo: "El arte, la literatura y las estéticas colectivas de la tierra"]
- A. Gil, Yásnaya Elena; Anzaldúa, Gloria; Bautista, Ruperta. Lo lingüístico es político. OnA ediciones, 2022. [Ensayo: "Hablar como acto de resistencia", "Lo lingüístico es político"]
- Indigenous Action Media; Piña Narváez, Iki Yos; Aguilar Gil, Yásnaya. Futuro ancestral: tiempo no blanco. OnA ediciones, 2022.
- Aiyub, Azhari; Alberdi, Uxue; Judar, Cristina; Khoury, Nesrine; Aguilar Gil, Yásnaya Elena; Chigumadzi, Panashe; Sanyal, Mithu. Relatos lumbung. Consonni, 2022. ISBN 9788416205967. [Ensayo: "El pueblo igra del norte. Resistencias anticapitalistas durante la primera mitad del siglo XXI"]

### Ensayos
- "Ka’amä’äny: 6 / Manifiesto 6". Nexos. 9 de septiembre de 2017.[21]
- "Poesía en lenguas negadas Una nota sobre la traducción al mixe de un poema de Mahmud Darwish". Interpretatio. Revista de hermenéutica. 11 de septiembre de 2017.[22]
- "Lo lingüístico es político / Putsktu'u: Ja putsk jëts ja tu'u". Tierra Adentro.[23]
- La Gran Pirámide de Guiza del capitalismo. Revista de la Universidad. Mayo de 2023[24]
- Violencia primigenia: romper con la Tierra. Revista de la Universidad. Febrero de 2023[25]
- Defender la Tierra. Revista de la Universidad. Septiembre de 2022[26]
- El peso colonial en las comunidades. Revista de la Universidad. Abril de 2021[27]
- Entrevista  con Aura Cumes: la dualidad complementaria  y el Popol vuj. Revista de la Universidad. Abril de 2021[28]

#### Publicados enEste País
Ayuujk es el blog de Yásnaya Aguilar Gil en Este País.
- "Ayuujk: ¿Lenguas útiles y lenguas inútiles?". Este País. 6 de agosto de 2018.[29]
- "Ayuujk: ¿Ediciones bilingües en lenguas indígenas?". Este País. 28 de enero de 2019.[30]
- "Ayuujk: Mujeres triquis y ritual de boda: el peligro de una sola historia". Este País. 25 de febrero de 2019.[31]
- "Ayuujk: Imaginando una educación comunitaria". Este País. 25 de marzo de 2019.[32]
- "Ayuujk: El castellano y el nacionalismo mexicano". Este País. 22 de abril de 2019.[33]
- "Ayuujk: Sobre calabazas y chilacayotes. Lengua, palabras y visión del mundo". Este País. 21 de mayo de 2019.[34]
- "Ayuujk: ¿Para qué sirven las listas de lenguas en riesgo de desaparición? Algunas consideraciones". Este País. 17 de junio de 2019.[35]
- "Ayuujk: Alfabetizarse en una lengua desconocida". Este País. 15 de julio de 2019.[36]
- "Ayuujk: Las lenguas incómodas". Este País. 12 de agosto de 2019.[37]
- "Ayuujk: Marginalia marginal: Memoria y transcripción". Este País. 7 de octubre de 2019.[38]
- "El español también es mi lengua". Este País. 1 de marzo de 2020.[39]
- "Las flores del sauco". Este País. 30 de marzo de 2020.[40]
- "Juyujk. Un animal pequeñísimo". Este País. 27 de abril de 2020.[41]
- "Sistemas de salud. Una utopía". Este País. 25 de mayo de 2020.[42]
- "La lengua no es cultura". Este País. 22 de junio de 2020.[43]
- "Un breve apunte sobre la muerte". Este País. 20 de julio de 2020.[44]
- "Hablar español". Este País. 17 de agosto de 2020.[45]
- "Escribo textos que no puedes leer". Este País. 14 de julio de 2020.[46]
- "Superar el resentimiento". Este País. 12 de octubre de 2020.[47]
- "Platicar". Este País. 4 de enero de 2021.[48]
- "¿Etno-jazz en las montañas? El proyecto Kumantukxuxpë". Este País. 26 de abril de 2021.[49]
- "El “lengua incluyente” más allá del español". Este País. 8 de septiembre de 2021.[50]
- "¿Lenguas útiles y lenguas inútiles?". Este País. 17 de enero de 2022.[51]
- "Marginalia marginal: Memoria y transcripción". Este País. 26 de enero de 2022.[52]
- "La lengua no es cultura". Este País. 2 de febrero de 2022.[53]
- "Ayuujk: ¿Es México un país multilingüe?". Este País. 7 de febrero de 2022.[54]
- "Las escuelas como bastiones del lingüicidio". Este País. 23 de febrero de 2022.[55]
- "Hablar como acto de resistencia". Este País. 17 de marzo de 2022.[56]

#### Publicados enEl País
- "Escribir ante la catástrofe". El País. 23 de febrero de 2020.[57]
- "Que ningún Dios recuerde tu nombre". El País. 10 de marzo de 2020.[58]
- "Jëën pä’äm o la enfermedad del fuego". El País. 22 de marzo de 2020.[59]
- "Estructuras minúsculas". El País. 5 de abril de 2020.[60]
- "La validación como captura". El País. 19 de abril de 2020.[61]
- "Arrepentimientos". El País. 3 de mayo de 2020.[62]
- "El amor por México". El País. 17 de mayo de 2020.[63]
- "A 500 años". El País. 5 de junio de 2020.[64]
- "¿Parezco indígena? O la elección de la identidad". El País. 14 de junio de 2020.[65]
- "Jamyats. De ahuehuetes y estatuas". El País. 28 de junio de 2020.[66]
- "La validación como captura". El País. 19 de abril de 2020.[61]
- "Nuevos ejercicios de lectura". El País. 12 de julio de 2020.[67]
- "Comida, bebida y productos ingeribles". El País. 26 de julio de 2020.[68]
- "Jëntsë'ëk, Democracia y pueblos indígenas". El País. 9 de agosto de 2020.[69]
- "Tojkx: de cocineros a chefs o la obsesión por la autoría". El País. 23 de agosto de 2020.[70]
- "Et. La tierra como propiedad privada". El País. 6 de septiembre de 2020.[71]
- "Käjpx. Esto tiene que parar". El País. 20 de septiembre de 2020.[72]
- "Nëwemp. La constitución que no fue". El País. 4 de octubre de 2020.[73]
- "Tsëëk. La violencia de los otros". El País. 18 de octubre de 2020.[74]
- "Tsääj. Monolitos". El País. 1 de noviembre de 2020.[75]
- "Xëjk. Frijoles". El País. 15 de noviembre de 2020.[76]
- "Ëëp. Entre el libro y la voz". El País. 29 de noviembre de 2020.[77]
- "Tukë'y. La universalidad de las lenguas". El País. 13 de diciembre de 2020.[78]
- "Jaaky. ¿Es posible hablar con faltas de ortografía?". El País. 26 de diciembre de 2020.[79]
- "Kumuuny. Algunas ideas en torno a la idea de comunidad". El País. 10 de enero de 2021.[80]
- "Nëmatyä’äky. Romantizar el poder". El País. 24 de enero de 2021.[81]
- "Maktäxk. Las lenguas indígenas y la 4T". El País. 7 de febrero de 2021.[82]
- "Kumä’äy. Mensajes desde un futuro multilingüe". El País. 21 de febrero de 2021.[83]
- "Meets. Encuentros con el feminismo de las otras". El País. 7 de marzo de 2021.[84]
- "Tsëyu’un. El machismo tras el chat Sierra XXX". El País. 22 de marzo de 2021.[85]
- "Jëtsuk. Nuestro ambientalismo se llama defensa del territorio". El País. 4 de abril de 2021.[86]
- "Në'ëjpy. La sangre de la tierra". El País. 18 de abril de 2021.[87]
- "‘Ma’kx’. Perdón, presidente". El País. 8 de mayo de 2021.[88]
- "Pën. Candidaturas indígenas: ¿basta la autoadscripción?". El País. 16 de mayo de 2021.[89]
- "Xëëmo’oy. Los otros 500 años". El País. 30 de mayo de 2021.[90]
- "Tëkëëk. Los 500 años de la caída de Tenochtitlan y los 'indios conquistadores'". El País. 13 de junio de 2021.[91]
- "Në’amuk. ¿A quién le sucedió lo que sucedió hace 500 años?". El País. 27 de junio de 2021.[92]
- "Amajtsk. Los 500 años y el concepto de lo prehispánico". El País. 11 de julio de 2021.[93]
- "Mëtëk. ¿La Conquista de México como mal necesario?". El País. 25 de julio de 2021.[94]
- "‘Japom’. A 500 años de la Conquista: futuros posibles". El País. 7 de agosto de 2021.[95]
- "Atom. Los 500 años y esa caja llamada “indígena”". El País. 22 de agosto de 2021.[96]
- "Derechas, izquierdas y pueblos indígenas". El País. 28 de agosto de 2021.[97]
- "Tsyälë. Chale: Las posibilidades de conversar". El País. 9 de septiembre de 2021.[98]
- "Patkë’mët. Lo olmeca, lo prehispánico y las mujeres indígenas". El País. 19 de septiembre de 2021.[99]
- "Tëxytyëjk. La política de verdad y las mujeres indígenas". El País. 3 de octubre de 2021.[100]
- "Atsoo. “Mujer indígena” como respuesta". El País. 17 de octubre de 2021.[101]
- "Äp. En torno al Día de Muertos". El País. 31 de octubre de 2021.[102]
- "Nas’uuk. Comerse el mundo". El País. 14 de noviembre de 2021.[103]
- "May. ¿Nación pluricultural o estado plurinacional?". El País. 29 de noviembre de 2021.[104]
- "Kään. El estado plurinacional y unos granos de sal". El País. 12 de diciembre de 2021.[105]
- "Jemy. Rituales de fin de año". El País. 26 de diciembre de 2021.[106]

### Traducciones
- Nëwempët matya'aky. (Lauro Zavala, comp.). Ediciones del Ermitaño, 2014. ISBN 978-607-8312-86-3. [traducción al ayuujk]
- Retornos del Discurso del "indio" (para Mahmud Darwish). Silvana Rabinovich (ed.). UNAM, 2017. [traducción del poema al mixe]
- Ayala jënmä' äny. INEHRM, 2019. ISBN 978-607-549-125-7. [traducción al ayuujk]